# 山尾光則
山尾 光則（やまお みつのり、1973年4月13日 - ）は、愛知県名古屋市出身の元サッカー選手、サッカー指導者。現役時代のポジションはディフェンダー（センターバック）。

## 来歴
愛知学院大学から1996年に地元のプロサッカークラブである名古屋グランパスエイトに入団するも、公式戦出場を果たせぬまま1年でJFL所属（当時）のヴァンフォーレ甲府へ移籍。甲府ではレギュラーとして活躍した。
1999年にJ2に加盟したFC東京へ移籍。リーグ戦での出場機会は僅かだったが、同年のナビスコカップではJ1の攻撃陣を抑えるべくエースキラーとして起用され、J2ながらベスト4進出という快挙に貢献した。その後もレギュラーには定着しなかったが、徹底した筋力トレーニングで大型選手にも負けない身体を作り上げ、特に警戒する相手選手に対してのマーカーや、空中戦の強さを活かしたパワープレイのターゲットといった役割を担った。
出場機会増を求め2002年途中にセレッソ大阪へレンタル移籍。翌2003年にはJFLからJ2に昇格した横浜FCへ移籍し、ディフェンスラインを3シーズンに渡りレギュラーとして支えた。
2005年をもって現役を引退し、古巣愛知FCのコーチに就任。その後は地元愛知県の尾張フットボールクラブで代表・コーチを務め、2010年からはナショナルトレセン東海地域担当スタッフとして活動した。2011年より愛知県ユースダイレクターも担当。2012年よりモノリスFCの総監督を務める。2013年、S級ライセンス取得。2014年6月、モノリスFC退団。
2014年9月、研修のため渡独。2015年9月に帰国し、JFAアカデミー福島のコーチを務めた。2021年2月よりFC岐阜ヘッドオブコーチングを務めている。

## 所属クラブ
- 名古屋市立楠小学校[1]
- 愛知FC (名古屋市立楠中学校[1]、愛知県立名古屋西高等学校)
- 愛知学院大学
- 1996年  名古屋グランパスエイト
- 1997年 - 1998年  ヴァンフォーレ甲府
- 1999年 - 2002年  FC東京
  - 2002年  セレッソ大阪 (期限付き移籍)
- 2003年 - 2005年  横浜FC

## 個人成績
| 国内大会個人成績 | 国内大会個人成績 | 国内大会個人成績 | 国内大会個人成績 | 国内大会個人成績 | 国内大会個人成績 | 国内大会個人成績 | 国内大会個人成績 | 国内大会個人成績 | 国内大会個人成績 | 国内大会個人成績 | 国内大会個人成績 |
| 年度             | クラブ           | 背番号           | リーグ           | リーグ戦         | リーグ戦         | リーグ杯         | リーグ杯         | オープン杯       | オープン杯       | 期間通算         | 期間通算         |
| 年度             | クラブ           | 背番号           | リーグ           | 出場             | 得点             | 出場             | 得点             | 出場             | 得点             | 出場             | 得点             |
| 日本             | 日本             | 日本             | 日本             | リーグ戦         | リーグ戦         | リーグ杯         | リーグ杯         | 天皇杯           | 天皇杯           | 期間通算         | 期間通算         |
| ---------------- | ---------------- | ---------------- | ---------------- | ---------------- | ---------------- | ---------------- | ---------------- | ---------------- | ---------------- | ---------------- | ---------------- |
| 1996             | 名古屋           | -                | J                | 0                | 0                | 0                | 0                | 0                | 0                | 0                | 0                |
| 1997             | 甲府             | 4                | 旧JFL            | 26               | 2                | -                | -                | 3                | 0                | 29               | 2                |
| 1998             | 甲府             | 4                | 旧JFL            | 28               | 2                | -                | -                | 4                | 0                | 32               | 2                |
| 1999             | FC東京           | 4                | J2               | 2                | 0                | 4                | 0                | 2                | 0                | 8                | 0                |
| 2000             | FC東京           | 4                | J1               | 7                | 0                | 0                | 0                | 0                | 0                | 7                | 0                |
| 2001             | FC東京           | 4                | J1               | 7                | 0                | 0                | 0                | 1                | 0                | 8                | 0                |
| 2002             | FC東京           | 4                | J1               | 0                | 0                | 1                | 0                | -                | -                | 1                | 0                |
| 2002             | C大阪            | 3                | J2               | 17               | 0                | -                | -                | 0                | 0                | 17               | 0                |
| 2003             | 横浜FC           | 26               | J2               | 38               | 1                | -                | -                |                  |                  |                  |                  |
| 2004             | 横浜FC           | 26               | J2               | 39               | 1                | -                | -                |                  |                  |                  |                  |
| 2005             | 横浜FC           | 26               | J2               | 31               | 1                | -                | -                |                  |                  |                  |                  |
| 通算             | 日本             | 日本             | J1               | 14               | 0                | 1                | 0                | 1                | 0                | 16               | 0                |
| 通算             | 日本             | 日本             | J2               | 127              | 3                | 4                | 0                |                  |                  |                  |                  |
| 通算             | 日本             | 日本             | 旧JFL            | 54               | 4                | -                | -                | 7                | 0                | 61               | 4                |
| 総通算           | 総通算           | 総通算           | 総通算           | 195              | 7                | 5                | 0                |                  |                  |                  |                  |

国際試合
- 1996 アジアカップウィナーズカップ 1試合0得点

出場歴
- 1999年10月11日：J2初出場 - J2第30節 vsサガン鳥栖 (西が丘)
- 2000年05月03日：J1初出場 - J1 1st第10節 vs清水エスパルス (日本平)
- 2003年06月18日：J2初得点 - J2第18節 vs湘南ベルマーレ (平塚)
- 2005年03月26日：J2・100試合出場 - J2第4節 vsザスパ草津 (三ツ沢)

## 指導歴
- 2006年 - 2008年 愛知FC
  - 2006年 U-18 コーチ
  - 2007年 - 2008年 一宮 監督
- 2009年 - 2011年 尾張フットボールクラブ
  - 2009年 - 2011年 ジュニアユース監督 / 代表
  - 2011年 ユース監督 / 代表
- 2012年4月 - 2014年6月 モノリスFC 総監督 / ジュニアユース監督
  - 2012年 国体愛知県選抜 コーチ (兼務)
  - 2013年 国体愛知県選抜 監督 (兼務)[11]
- 2010年 - ：ナショナルトレセン東海地域担当スタッフ
- 2015年9月 - 2020年：JFAアカデミー福島
  - 2015年 - 2018年　ユース監督
  - 2019年 - 2020年　ジュニアユース監督
- 2021年 - 2022年  FC岐阜 アカデミー ヘッドオブコーチング
- 2023年 - 鹿島アントラーズ つくばジュニアユース 監督[12]